# João Gaspar
João Marcelo Gaspar Pereira (Sete Quedas, 19 februari 1992) is een Braziliaans wielrenner die in 2016 reed voor Funvic Soul Cycles-Carrefour. In dienst van dat team testte hij tijdens de Ronde van Portugal in 2016 positief op het dopingproduct Cera. Hij werd door de UCI voor vier jaar geschorst en zijn uitslagen in de Portugese wedstrijd werden geschrapt.

## Overwinningen
2013
 Braziliaans kampioen op de weg, Beloften
Berg- en jongerenklassement Ronde van Rio de Janeiro
2014
5e etappe Ronde van Brazilië
Bergklassement Ronde van Brazilië
2015
Bergklassement Istrian Spring Trophy
Bergklassement Ronde van Rio de Janeiro

## Ploegen
- 2014 –  Ironage-Colner (tot 9-4)
- 2015 –  Team Ecuador (tot 30-6)
- 2015 –  Funvic-São José dos Campos (vanaf 1-7)
- 2016 –  Funvic Soul Cycles-Carrefour

Affonso · Clavero · Gaspar · Juárez · Ponciano · Rodrigues · J. Silva · B. Silva · Simón · Tavares · Tozzi · Trillini
Affonso · Almeida · Braga · Bulgarelli · Cardoso · Chamorro · Díaz · Diniz · Garnero · Gaspar · Manarelli · Nazaret · Pereira · Pinheiro · Ramos · A.Santos · D.Santos
Affonso · Almeida · Bulgarelli · Cardoso · Chamorro · Diniz · Gaspar · Mahler · Manarelli · Nazaret · Nicácio · Piedra · Pinheiro · Quirino · Ramos · Urtasun · Machado (stagiair) · Mendonça (stagiair) · Rincón (stagiair)